# Pavel Mogilevets
Pavel Sergeyevich Mogilevets (Kingisepp, 25 de janeiro de 1993) é um futebolista russo que atua como meia. Atualmente defende o FC Rostov.

## Títulos

### Zenit
- Campeonato Russo: 2014–15